# Utrobata-barlang (Anyaméh)
Az Utrobata-barlang (bolgárul: Утробата) vagy a helyi török lakosság nyelvén Tangardak kaja (bolgárul: Тангардък кая) Bulgáriában található, Ilinica község, illetve Nenkovo község közelében, 12 kilométerre északnyugatra Kardzsalitól, a Rodope-hegységben. Szokták a barlangot csak egyszerűen Anyaméhnek is titulálni. Az Utrobata-barlang ősi kultuszhely volt, az időszámításunk előtti 11-10. században használták az emberek. Más megállapítás szerint már az időszámításunk előtti 4. évezredben is használatban volt. Tulajdonképpen egy anyaméhre emlékeztető természetes barlangról van szó, amelyet az emberek tovább formáltak, alakítottak. Az üreg kréta korú mészkőben jött létre. 
A barlang bejárata 3 méter magas, 2,5 méter széles. Az egész egy kb. 22 méter mély üreg. A barlang belső végénél egy kőből faragott oltár található, egy méteres magasságban. A barlang mennyezetén egy hasadék van, ezen keresztül délben minden nap néhány percre be tud sütni a nap az üreg belsejébe. Az oltárt azonban csak az év egyes szakaszaiban, télen éri el a napfény. Valószínűleg termékenységkultusz kegyhelye volt az anyaméh alakú üreg. 
A környék lakói régóta ismerték a helyet. Kecskepásztorok mutatták meg a barlangot Mincso Gumarov kardzsali tanárnak, ő szolt Peven Petkovnak, a városi múzeum igazgatójának. Ketten úgy határoztak, hogy egy ideig nem hozzák nyilvánosságra a barlang létét, 8 évig titkolták azt. Végül 2002-ben úgy döntöttek, hogy szólnak Nikolaj Ovcsarov régésznek, egyetemi docensnek. A tudós vonakodott megnézni a barlangot, de amint meglátta a speciálisan kifaragott bejáratot eloszlottak a kételyei. Ovcsarov állapította meg, hogy itt egy napkultusz „templomáról” beszélhetünk, a napsugarak mintegy megtermékenyítik a sziklaméhet. Ő az anyaistennő szentélyének tartja a helyet. Mások szerint viszont a barlang a trákok tél végi újjászületési szertartásainak volt a helye. 
A barlang eredeti neve, a Tangardak kaja, a mennydörgésre utal, ez talán a barlang remek akusztikájára vezethető vissza, amely főleg a mélyebb hangokat erősíti fel.

## Fordítás
- Ez a szócikk részben vagy egészben  a(z)   Утробата című bolgár Wikipédia-szócikk fordításán alapul.  Az eredeti cikk szerkesztőit annak laptörténete sorolja fel. Ez a jelzés csupán a megfogalmazás eredetét és a szerzői jogokat jelzi, nem szolgál a cikkben szereplő információk forrásmegjelöléseként.